# Doba eucharystyczna
Doba eucharystyczna – w Kościele katolickim i prawosławnym: całodobowe wystawienie Najświętszego Sakramentu w danej świątyni celem Jego adoracji.
W 1987 r. w archidiecezji częstochowskiej dekretem bpa Stanisława Nowaka została wprowadzona Nieustanna Adoracja Najświętszego Sakramentu. W każdym dniu roku liturgicznego dobę eucharystyczną sprawuje inny kościół parafialny.